# دیپاک آدیکاری
دیپاک آدیکاری یا شناخته شده با عنوان دیو (متولد؛ ۲۵ دسامبر ۱۹۸۲) هنرپیشه سینما هند، تهیه‌کننده، خواننده و نویسنده فیلم است که به دلیل آثارش در سینمای بنگالی، و اخیراً به عنوان سیاستمدار شناخته شده‌است. او صاحب خانه تولیدی Dev Entertainment Ventures Pvt است.
که به دلیل آثارش در سینمای بنگالی، و اخیراً سیاستمدار شناخته شده‌است. او همچنین بالاترین دستمزد را بین بازیگران در بنگال دریافت می‌کند. وی که متولد کشپور است، اولین بازیگری خود را در فیلم سال ۲۰۰۶ آگنیشاپات انجام داد. بازی نقش اول در فیلم I Love You روبروی پیکار سکرار موفقیت او بود. این فیلم به کارگردانی راوی کیناگی، از نظر انتقادی ناموفق بود، اما از نظر تجاری موفقیت‌آمیز بود ولی علی‌رغم موفقیت فیلم، دیو چهارده ماه دیگر کاری نکرد.
وی دریافت کننده جوایز بی شماری، از جمله جوایز تل ساین، جوایز کالکار بود. دستاوردهایش، او را به یکی از پردرآمدترین بازیگران سینمای بنگالی تبدیل کرده‌است.
او در فیلم تپه ماه بازی کرده‌است.
دیو همچنین یک مربی در نمایشگاه رقص بنگالی بود، و جایگزین میتون چاکرابورتی شد. او هم‌اکنون عضو پارلمان هند از حوزه انتخابیه قاتال، به عنوان کاندیدای حزب کنگره ترینامول هند است.

## اوایل زندگی و پیش زمینه
دیو در ۲۵ دسامبر ۱۹۸۲، در ماهیشا، دهکده کوچکی در نزدیکی کشپور، در گوروداس آدیکاری و موسومی آدیکاری متولد شد. پدرش قبلاً دارای یک غذاخوری و مادرش خانه‌دار است. نام مستعار او راجو است. او دوران کودکی خود را با عموی مادری خود در چاندراکونا و خواهرش دیپالی گذراند. بعدها در کودکی، به بمبئی نقل مکان کرد و در دبیرستان پوروشوتام در بندرا، شرکت کرد.
وی همچنین دوره بازیگری را در آکادمی بازیگری کیشور نامیت کاپور انجام داد. دیو در مصاحبه ای با تایمز هند یادآوری کرد که وقتی مدرسه برای تابستان تعطیل بود، او به تماشای حمله نهایی (فیلم) به همراه پدرش رفته‌است. دیو پس از دریافت مدرک دیپلم خود از دانشگاه بهاراتیا ویدیایپت، در پونا، در مهندسی کامپیوتر گرفت و به بمبئی بازگشت و فعالیت فیلم خود را به عنوان ناظر در مجموعه تارزان: ماشین شگفت‌انگیز به کارگردانی عباس-موستان شروع کرد.

### سیاست
دیو در انتخابات سراسری هند (۲۰۱۴) به عنوان کاندیدای کنگره ترینامول پیروز شد. وی پس از دو سال پیروزی در انتخابات، به زبان بنگالی در رابطه با اجرای طرح جامع قاتال ، را در لوک سبها ارائه داد.